# Kalven (Kvinnherad)
Ne doit pas être confondu avec Kalven ou Kalven (Masfjorden).
Kalven, est une île dans le landskap Sunnhordland du comté de Vestland. Elle appartient administrativement à Kvinnherad.

## Géographie
Rocheuse et couverte d'arbres, elle s'étend sur environ 1,4 km de longueur pour une largeur approximative de 672 m. Elle compte une vingtaine d'habitations et plusieurs jetées.